# 金子一馬
金子 一馬（かねこ かずま、1964年9月20日 - ）は、日本のイラストレーター、コンピュータゲームプロデューサー。アトラス所属、フリーランス期間を経て2023年よりコロプラ所属。

## 略歴・人物
東京の下町にある寿司屋に生まれる。元はアニメーターだったが、1988年に株式会社アトラスに入社。同社の看板作であるゲーム『女神転生』シリーズに登場するキャラクターや悪魔のデザインを手掛けており、独特な雰囲気とキャラクターをグラフィック上で巧みに表現する手腕で評価を受けた。それを受け、ファンの間では「悪魔絵師」の愛称で呼ばれたり、名前を「金子一魔」とすることもある。
ゲーム作品以外でもイラストレーターとしての活動を行っており、上遠野浩平の「戦地調停士シリーズ」（講談社）の表紙・挿絵を担当している。インタビュー映像や書籍での写真等、ゲーム会社のデザインスタッフでありながらメディアへの露出は比較的多い部類といえる。
メディアへ露出する際は、常に黒服とサングラスという強面のビジュアルで、自身のファッションにも拘りがあるとされるが、これは本人が10代の頃に『サタデーナイトフィーバー』やディスコブーム、松田優作の『探偵物語』の影響により、当時における先端ファッションの感銘を強く受けた事によるもので、現在のデザイン業務への影響も強いと語る。
公の場ではフランクな態度で接しているが、上記の黒服とサングラスの外見により誤解を受ける事が多々あり、ネットラジオ『東京ゲームラウンジ』での水口哲也との対談で、「海外出張の際、税関に引っかかる」「この服装で悪魔や世界征服シナリオの打ち合わせをすると警戒される」と語っており、やはり強面の印象が強いようである。
画集のインタビューによれば、1日に100本のタバコを吸うヘビースモーカー。また、若い頃は「熱き青春」を過ごしたという。
ゲームプロデューサー業も行い、幾つかのシリーズを抱えていたが、『真・女神転生 STRANGE JOURNEY』を最後にデザイン業から遠ざかり、シナリオ原案や女神転生シリーズの悪魔デザイン原案のクレジットに留まっている。
2024年4月22日、2023年よりモバイルゲーム大手のコロプラ所属となったことを公表。

## 画風・特徴
ファンタジー風のRPGデザインが主流の中、現代的なフォルムとファッションデザインを意識させる前衛的なデザイン、直線的なシルエットで表現された画風が特徴。本人曰く、無駄なデザインを徹底的に削ぎ落とし、シルエットを意識するとのこと。初期はマーカーで色を塗っていた。90年代後半-2000年代初頭まではPhotoshopの機能を用いた光沢の強い画風で、テクスチャーの使用や自身で撮影した写真を背景にコラージュする方法でイラスト製作を行っていた。近年においては油絵のような下地質感を取り入れた手描きタッチを残す画風となっており、年代ごとに絵柄が大きく違っている事も特徴の一つである。
ゲーム内のデザイン業務が注目されがちであるが、各シリーズ毎の発売にあわせてゲーム雑誌等へ提供されたイラスト、細かいものでは出版社の販売促進用イラストなど、作品数は数多くあるものの、画集シリーズがゲーム中に使用された物や『女神転生』シリーズに由来のある作品のみであり、膨大な数に上るであろうデザイン中のラフ原稿の露出も少なく、それら描き下ろし作品は既刊の画集に一切収録されていない為、現在においては雑誌等現物を入手する以外の方法では、閲覧自体が難しいとされる物も数多く存在する。

### 『女神転生』シリーズへの関わり
『女神転生』シリーズでは企画段階から世界観設定にも関わっており、シナリオやシステムにも金子の意見が反映されることがある。長い間プロデューサーを勤めた岡田耕始退社後は、自身がシリーズのメインプロデューサーとなり、シナリオやコンセプト設定などを一挙に取り仕切っていた。
『真・女神転生I オリジナルサウンドトラック』のリーフレットにて、作画方法について説明があったが、当時はまずドット絵から作り、そのドット絵のイメージを崩さないように、またはあえて崩してイメージイラストを描くという逆転的な手法をとっていた。1994年頃からPC着彩がメインとなったため、そのような手法を取らなくなり、いわゆる「キャラクターの使いまわし（色違い）」ではない悪魔像を創造するようになる。本シリーズ初期段階では古くからの伝承や、古文に存在する絵画を元にしたデザインが多かったが、『デビルサマナー』以降においては、原形をとどめないアレンジや、独自の解釈によるデザインを行っている。

## 作品リスト

### アトラスのゲーム作品
- えりかとさとるの夢冒険（1988年9月27日）

ゲーム関係で初めて描いた作品。相原誠吾と共作。
- キングオブキングス - キャラクターイラスト（1988年12月9日）
- デジタル・デビル物語 女神転生II - キャラクター・悪魔デザイン、ドット絵、世界設定（1990年4月6日）
- 真・女神転生 - キャラクター・悪魔デザイン、ドット絵、世界設定（1992年10月30日）
  - 真・女神転生（PS版） - デザインのリニューアル、イラストレーション（2001年5月31日）
- 女神転生外伝 ラストバイブル - コーディネート（1992年12月23日）
- 真・女神転生II - キャラクター・悪魔デザイン、ドット絵、世界設定（1994年3月18日）
  - 真・女神転生II（PS版） - デザインのリニューアル、イラストレーション（2002年3月20日）
- 真・女神転生if... - キャラクター・悪魔デザイン、ドット絵、世界設定（1994年10月28日）
  - 真・女神転生if...（PS版） - デザインのリニューアル、イラストレーション（2002年12月26日）
- 旧約・女神転生 - デザインのリニューアル（1995年3月31日）
- 真・女神転生デビルサマナー - キャラクター・悪魔デザイン、世界設定（1995年12月25日）
- 女神異聞録ペルソナ - キャラクター・ペルソナ・ボス悪魔デザイン、世界設定（1996年9月20日）
- グルーヴ オン ファイト 豪血寺一族3 - 「ブリストル・ウェラー 」のデザイン（1997年5月16日）
- デビルサマナー ソウルハッカーズ - メインキャラクター・悪魔デザイン、世界設定（1997年11月13日）
- ペルソナ2 罪、ペルソナ2 罰 - メインキャラクター・ペルソナ・悪魔デザイン、世界設定（1999年6月24日、2000年6月29日）

金子一馬をモデルにした「悪魔絵師」なるキャラが登場（デザインは副島成記）。
- 魔剣X、魔剣爻 - キャラクターデザイン（1999年11月26日、2001年6月7日）
- 真・女神転生 NINE - 悪魔デザイン（2002年12月5日）
- 真・女神転生III-NOCTURNE・マニアクス・クロニクルエディション・HD REMASTER - キャラクター・悪魔デザイン（2003年2月20日、2004年1月29日、2008年10月23日、2020年10月29日）
- デジタル・デビル・サーガ アバタール・チューナー1、2 - キャラクター・悪魔デザイン、世界設定（2004年7月15日、2005年1月27日）
- デビルサマナー 葛葉ライドウ 対 超力兵団 - プロデューサー、キャラクター・悪魔デザイン、アートディレクター、世界設定（2006年3月2日）
- ペルソナ3・フェス - オリジナル悪魔デザイン（2006年7月13日、2007年4月19日）
- ペルソナ4 - オリジナル悪魔デザイン（2008年7月10日）
- デビルサマナー 葛葉ライドウ 対 アバドン王 - プロデューサー、キャラクター・悪魔デザイン、アートディレクター、世界設定（2008年10月23日）
- 女神異聞録デビルサバイバー - スーパーバイザー、悪魔デザイン（2009年1月15日）
- 真・女神転生 STRANGE JOURNEY - プロデューサー、キャラクター・デザイン、アートディレクター、世界設定（2009年10月8日）
- デビルサバイバー2 - 悪魔デザイン（2011年7月28日）
- デビルサバイバー オーバークロック - 悪魔デザイン（2011年9月1日）
- 真・女神転生IV - シナリオ原案、シリーズ悪魔デザイン（2013年5月23日）
- ペルソナQ シャドウ オブ ザ ラビリンス - オリジナル悪魔デザイン（2014年6月5日）
- ペルソナ4 ジ・アルティマックス ウルトラスープレックスホールド - 悪魔デザイン（2014年8月28日）
- デビルサバイバー2 ブレイクレコード - 悪魔デザイン（2015年1月29日）
- 真・女神転生IV FINAL - 世界観原案、シリーズ悪魔デザイン（2016年2月10日）
- ペルソナ5・ロイヤル - オリジナル悪魔デザイン、モデリングスーパーバイザー（2016年9月15日、2019年10月31日）
- 世界樹の迷宮X - シナリオ原案、シリーズ悪魔デザイン（2018年8月2日）
- ペルソナQ2 ニュー シネマ ラビリンス - オリジナル悪魔デザイン（2018年11月29日）
- ペルソナ5 スクランブル ザ ファントム ストライカーズ - オリジナル悪魔デザイン（2020年2月20日）
- 真・女神転生V - シリーズ悪魔デザイン（2021年11月11日）
- ソウルハッカーズ2 - オリジナル悪魔デザイン（2022年8月25日）

### アトラス原作のアニメーション作品
- Persona4 the ANIMATION - ペルソナデザインコンセプト（2011年10月 - 2012年3月）
- DEVIL SURVIVOR 2 the ANIMATION - 悪魔デザイン原案（2013年4月 - 2013年6月）
- PERSONA5 the Animation - 悪魔デザイン原案（2018年4月 - 2018年9月）

### アトラス以外のゲーム作品
- 偽典・女神転生 東京黙示録 - オリジナルキャラクターデザイン（ASCII/1997年4月4日）

直接開発には携わっていないが、悪魔デザインは金子のデザインをアレンジしたものが多い。
- ANUBIS ZONE OF THE ENDERS - 「インヘルト」「ロイド」のデザイン（コナミ/2003年2月13日）
- デビルメイクライ3 - 「ダンテ」「バージル」の魔人化状態のデザイン（カプコン/2005年2月17日）
- 第3次スーパーロボット大戦α 終焉の銀河へ - 「ベルグバウ」「ディス・アストラナガン」「ケイサル・エフェス」のデザイン（バンプレスト/2005年7月28日）
- 三国志大戦DS - 兵糧護送隊長「淳于瓊」のデザイン（セガ/2007年1月25日）

### コロプラのゲーム作品
- 神魔狩りのツクヨミ - ゲームデザイン（2025年5月7日）

## 画集

### 金子一馬画集
新紀元社より、金子一馬の集大成画集として全10巻の『金子一馬画集』シリーズが2004年より発売。発表当初は3ヶ月に1冊ほどの割合でのリリース予定だったが、ヘキサクローム印刷という6色のインクを使った印刷技法を使っており、通常の4色印刷に比べ試し刷りに時間がかかるため、当初の予定より遅れてリリースされているという会社側の説明だが、2年に1冊という極めて遅いペースでの発売となっており、第4巻の発売までには9年も経過している。悪魔の解説文は主に健部伸明が担当。
金子一馬画集I（2004年12月 ISBN 4775303155）
SFC版・PCエンジン版の『真・女神転生』の初期イラストを含む合計215点のキャラクターデザインを収録。全て手描きのマーカー彩色。
色違いの悪魔で個別のイラストが存在しないものは収録されていない（例えばワーキャットは収録されているが、色違いのネコマタはデザイン画がないため収録されていない）。
『真・女神転生』の悪魔デザインはオーディンやベリス、アスラ王など数多くが後の女神転生シリーズでも用いられ、CG彩色された一部の原画を『デビルサマナー』や『ペルソナ3』などで使用している。
表紙は「進軍」と題された、ルシファーやバエル、オロバスなどの魔王や堕天使の軍団が描かれた描き下ろしイラスト。
金子一馬画集II（2006年5月 ISBN 4775303503）
SFC版『真・女神転生II』の230点余りのキャラクターデザインを収録。こちらもマーカー彩色。画集Iで批判が多かったため、CGによるデザイン画は一切含まれていないという注意書きが帯に印刷されている。
『真・女神転生II』に登場する悪魔でもオベロンやケルベロスなど前作に登場し、画集Iに収録されているものは重複して収録されていない（前作に登場した悪魔でも、バエルやヴァンパイアなどデザインが変更され、イラストが起こされたものは収録されている）。
表紙は「降臨」と題されたサタンやカマエル、ラグエルなど大天使たちが描かれた描き下ろしイラスト。
金子一馬画集III（2008年2月29日 ISBN 9784775306093）
『真・女神転生III-NOCTURNE、マニアクス』・『真・女神転生NINE』・PS版の『真・女神転生』と『真・女神転生II』のキャラクターデザイン約150点を収録。全てCG彩色。
表紙は人修羅やトール、エンジェル、オニなどが登場する描き下ろしイラスト。
金子一馬画集IV（2017年6月17日 ISBN 4775314653）
『真・女神転生デビルサマナー』の原画から約半数を収録。
表紙はヴィシュヌ、ガルガンチュアX、ネコショウグンなど既存の悪魔デザインの集合絵であり、以降の画集の表紙は既存デザインの集合絵となっている。
金子一馬画集V（2017年8月30日 ISBN 4775315323）
画集IVで収録されなかった『真・女神転生デビルサマナー』の残りの原画を収録。
表紙はガシャドクロ、アルラウネ、チェルノボグなど既存の悪魔デザインの集合絵。
金子一馬画集VI（2018年11月23日 ISBN 4775316400）
『デビルサマナー ソウルハッカーズ』の原画から約半数を収録。
表紙はマサカド、ヨシツネ、ロンギヌスなど既存の悪魔デザインの集合絵。
金子一馬画集VII（2018年11月23日 ISBN 4775316419）
画集VIで収録されなかった『デビルサマナー ソウルハッカーズ』の残りの原画を収録。
表紙はマニトゥ、ティアマト、エリカなど同作のボス悪魔デザインの集合絵。
金子一馬画集VIII（2019年11月29日 ISBN 4775317490）
『女神異聞録ペルソナ』・『ペルソナ2罪』・『ペルソナ2罰』の原画を収録。
表紙はアポロ、ヴィーナス、ルシファーなど既存のペルソナデザインの集合絵。
金子一馬画集IX（2020年10月3日 ISBN 4775317776）
『デビルサマナー 葛葉ライドウ』・『DIGITAL DEVIL SAGA アバタール・チューナー』・『魔剣X』他の原画を収録。
表紙は葛葉ライドウ・サーフ・相模桂など既存の主人公デザインの集合絵。
金子一馬画集X（2021年7月30日 ISBN 4775319345）
『真・女神転生』シリーズ・『デビルサマナー』シリーズなどのゲームパッケージや説明書用に書き下ろしたイラストを収録。
表紙はジャックフロストの一枚絵のみ。

### 金子一馬グラフィックス
- 金子一馬グラフィックス—女神転生黙示録 ISBN 4757204612
- 金子一馬グラフィックス万魔殿—悪魔編〈上巻〉 ISBN 475770416X
- 金子一馬グラフィックス万魔殿—悪魔編〈下巻〉 ISBN 4757707886
- 金子一馬グラフィックス万魔殿—キャラクター編 ISBN 4757709153

### その他
- 金子一馬 電脳悪魔図鑑 〜壱〜

## 書籍・扉絵・挿絵

### 講談社ノベルス
- 上遠野浩平著 戦地調停士シリーズ：4巻まで担当
  - 殺竜事件-a case of dragonslayer（2000年6月、ISBN 4-06-182135-0）
  - 紫骸城事件-inside the apocalypse castle（2001年6月、ISBN 4-06-182184-9）
  - 海賊島事件-the man in pirate’s island（2002年12月、ISBN 4-06-182282-9）
  - 禁涙境事件-some tragedies of no-tear land（2005年1月、ISBN 4-06-182404-X）

### エンターブレイン
- 表紙・裏表紙提供
  - 女神異聞録ペルソナ倶楽部  (1997年3月)
  - ペルソナ倶楽部II INNOCENT SIN World (2000年3月)
  - -女神転生十年史- DDS10th Anniversary (2000年6月)
  - ペルソナ倶楽部III ETERNAL PUNISHMENT WORLD (2000年12月)
  - デビルサマナー 葛葉ライドウ 対 死人驛使 (2006年10月30日)

### ぶんか社文庫
- 螺旋に回転する世界—He Said,LUV U 4EVER. 菊池勇生著 （2005年11月、ISBN 4-09-379734-X）

### 美術出版社
- 色彩王国2 (2000年6月、ISBN 4-56-850200-4)

### KADOKAWA
- 角川まんが学習シリーズ まんが人物伝 織田信長 (2017年6月、ISBN 4041039665)

## 漫画
1994 - 1995年頃、コミック『真・女神転生 東京黙示録』の御祗島千明と共に、「はんぷく横とびーズ」という企画ものの作画ユニットを結成。アンソロジーコミックやファンブックなどで何度か合作活動を行っている。
他、『真・女神転生』シリーズのアンソロジーコミックで表紙イラストを担当したことはあるが、金子一馬個人としての漫画執筆はこれまで行われていない。

## コラム
かつて、「ゲーム批評」（マイクロデザイン社）という雑誌に「カズマデラックス」というイラストコラムを連載していた。主に「恐怖」をテーマに首無しライダーやターボばばあ、ポンティアナ、幽霊、ゴーレム、生きた銅像、吸血生物といった都市伝説やUMA、時にはゲームを題材に、描き下ろしのイラストつきで紹介されていた。『金子一馬グラフィックス—女神転生黙示録』(1999)に収録（一部か全てかは不明）。
アトラス公式サイトのアトラスネットでは「金子一馬の映画日記」「金子一馬のマルカジリ日記」を連載していた。
かつて存在した『女神転生』シリーズファンクラブの会報誌にも、古今東西の悪魔を紹介するコラムを連載していた。